# Тісієу
Тісієу (рум. Tisieu) — село у повіті Муреш в Румунії. Входить до складу комуни Ібенешть.
Село розташоване на відстані 272 км на північ від Бухареста, 42 км на північний схід від Тиргу-Муреша, 107 км на схід від Клуж-Напоки, 131 км на північ від Брашова.

## Населення
За даними перепису населення 2002 року у селі проживали 288 осіб, з них 287 осіб (99,7%) румунів. Рідною мовою 287 осіб (99,7%) назвали румунську.